# Tre vapen 2

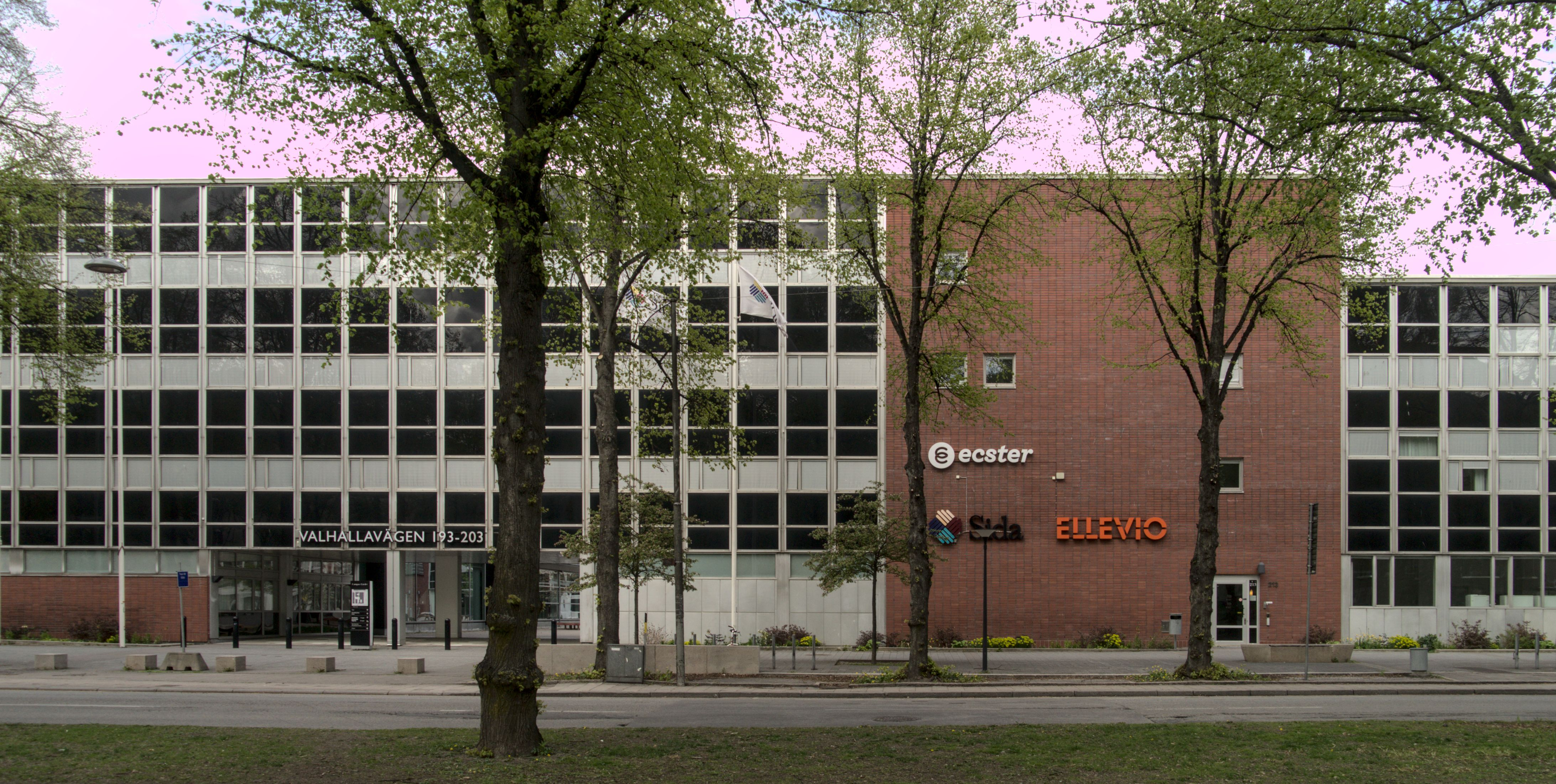
Del av fasad mot Valhallavägen.

Tre vapen 2 är ett byggnadskomplex i Stockholm med gatuadresserna Valhallavägen 191–215, Lindarängsvägen 1–7 och Borgvägen 6–22. Byggnaden uppfördes 1959 för Konstfackskolan, som 2004 flyttade till andra lokaler vid Telefonplan. Idag har bland annat Handelsbanken, Dramatiska institutet och Ellevio kontor i byggnaderna. Tidigare satt Naturvårdsverket och Sida i byggnaden.
Byggnadskomplexet uppfördes efter ritningar av Gösta Åbergh på uppdrag av Byggnadsstyrelsen, som gav Åbergh uppdraget efter en inbjuden arkitekttävling 1954. Projektet hade en stram budget och avslutades aldrig helt. Exempelvis kom yttre murar inte till utförande. Åbergh valde som fasadmaterial rött tegel, mörkt och genomskinligt fasadglas samt profilerad aluminium. Fasaderna är kulturminnesmärkta.
Om byggnaden skriver arkitekturhistorikern Fredric Bedoire bland annat "...en av Stockholms vackraste byggnader från 50-talet, med långsträckta byggnadskroppar grupperade kring gårdar." Även nuvarande (2010) chefredaktören för facktidskriften Arkitektur, Olof Hultin är entusiastisk, han menar bland annat att "… den grafiska skärpan i Konstfacks byggnader saknar motstycke i Stockholms 50-talsarkitektur."

## Bilder
Byggnadskomplexet mot innergårdarna samt hörnet Valhallavägen/Lindarängsvägen på hösten 2010.

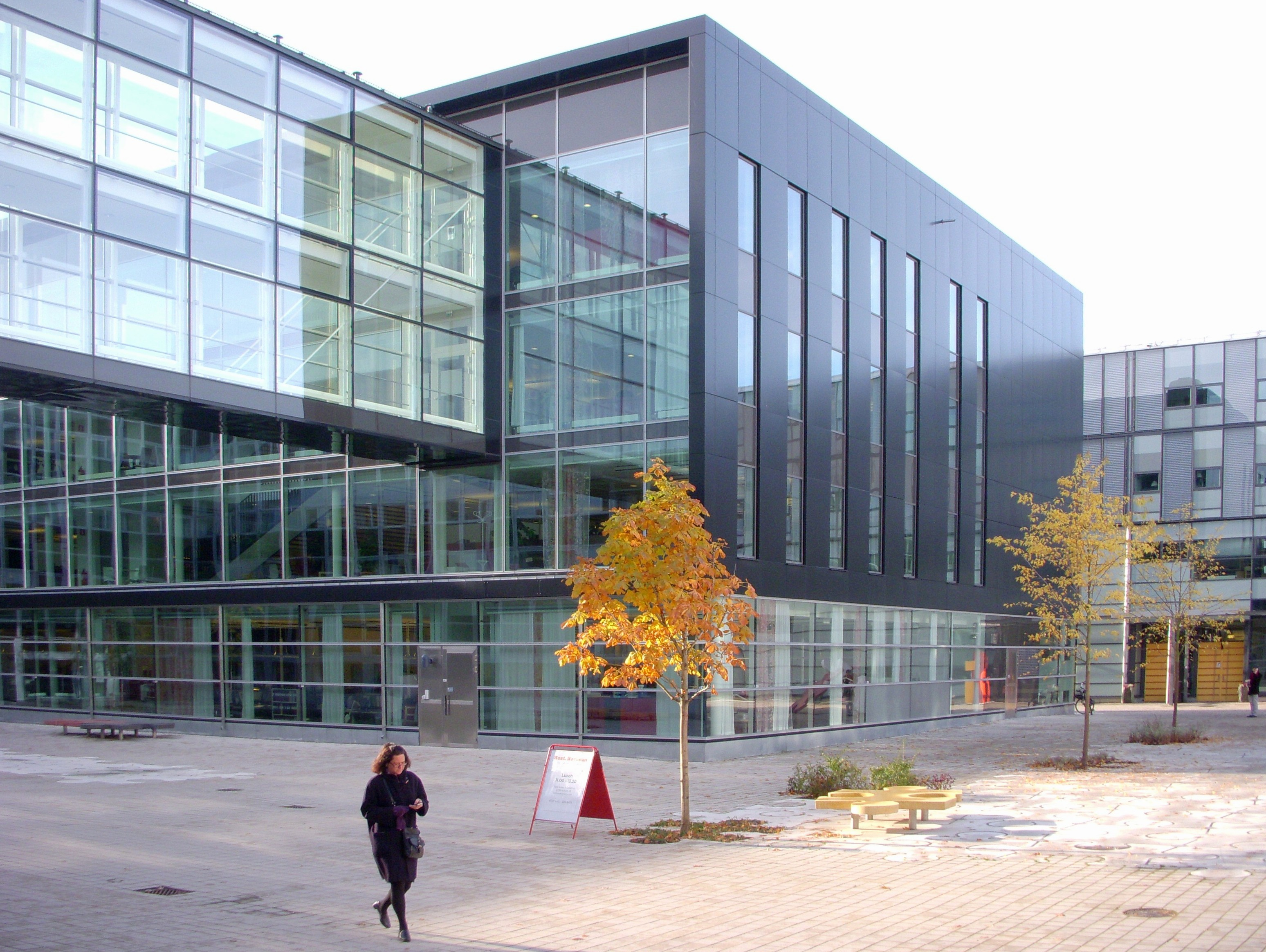
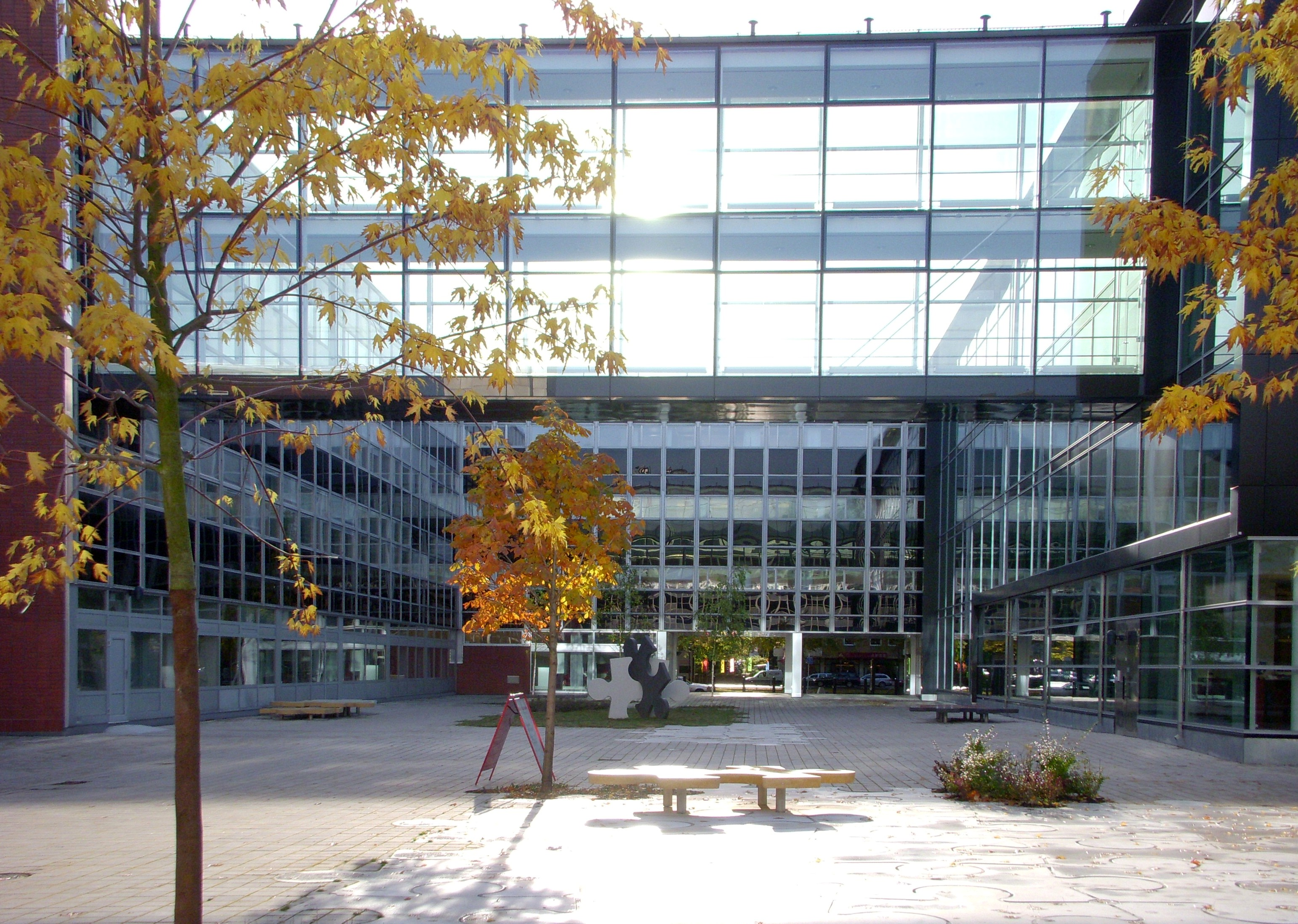
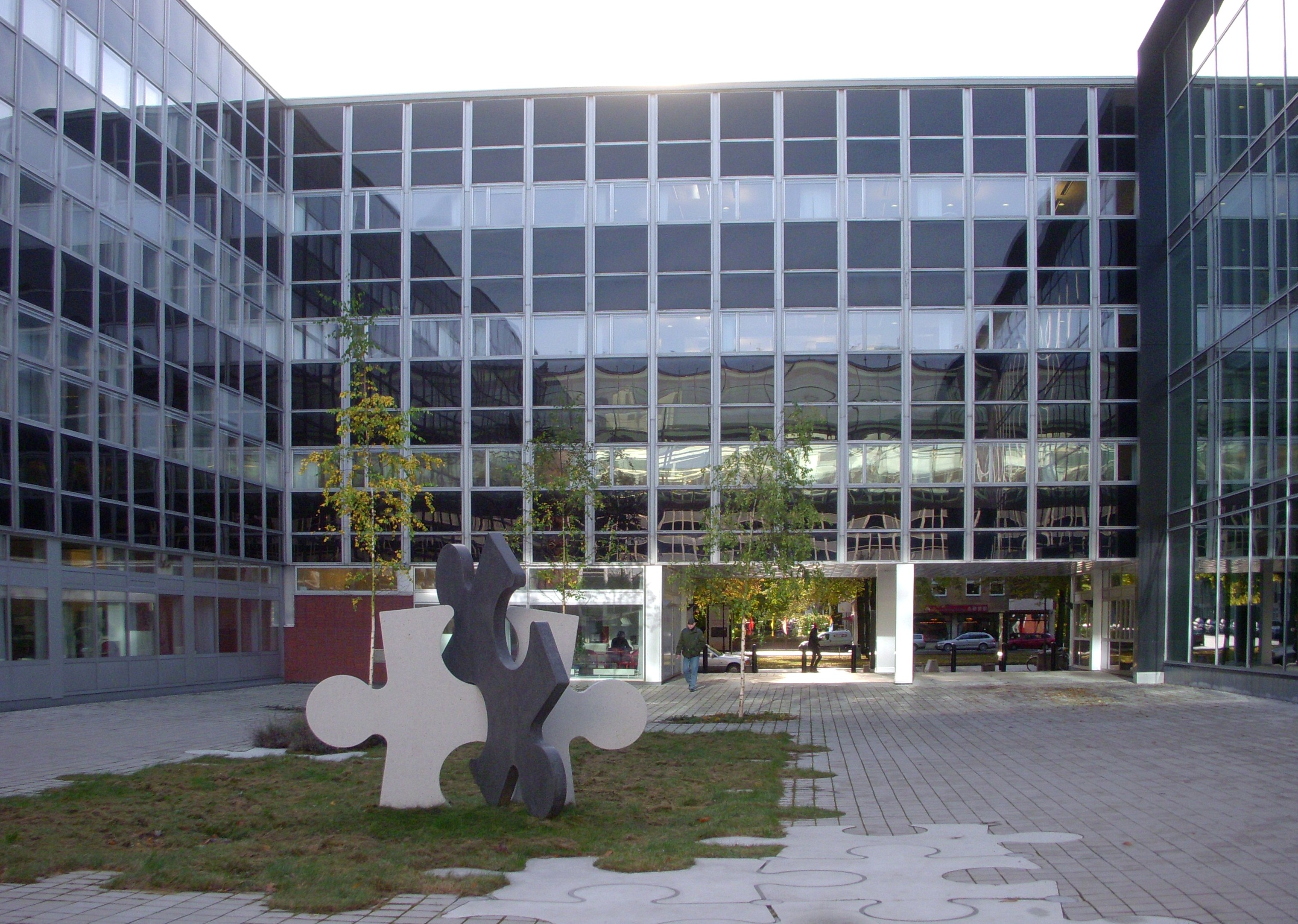
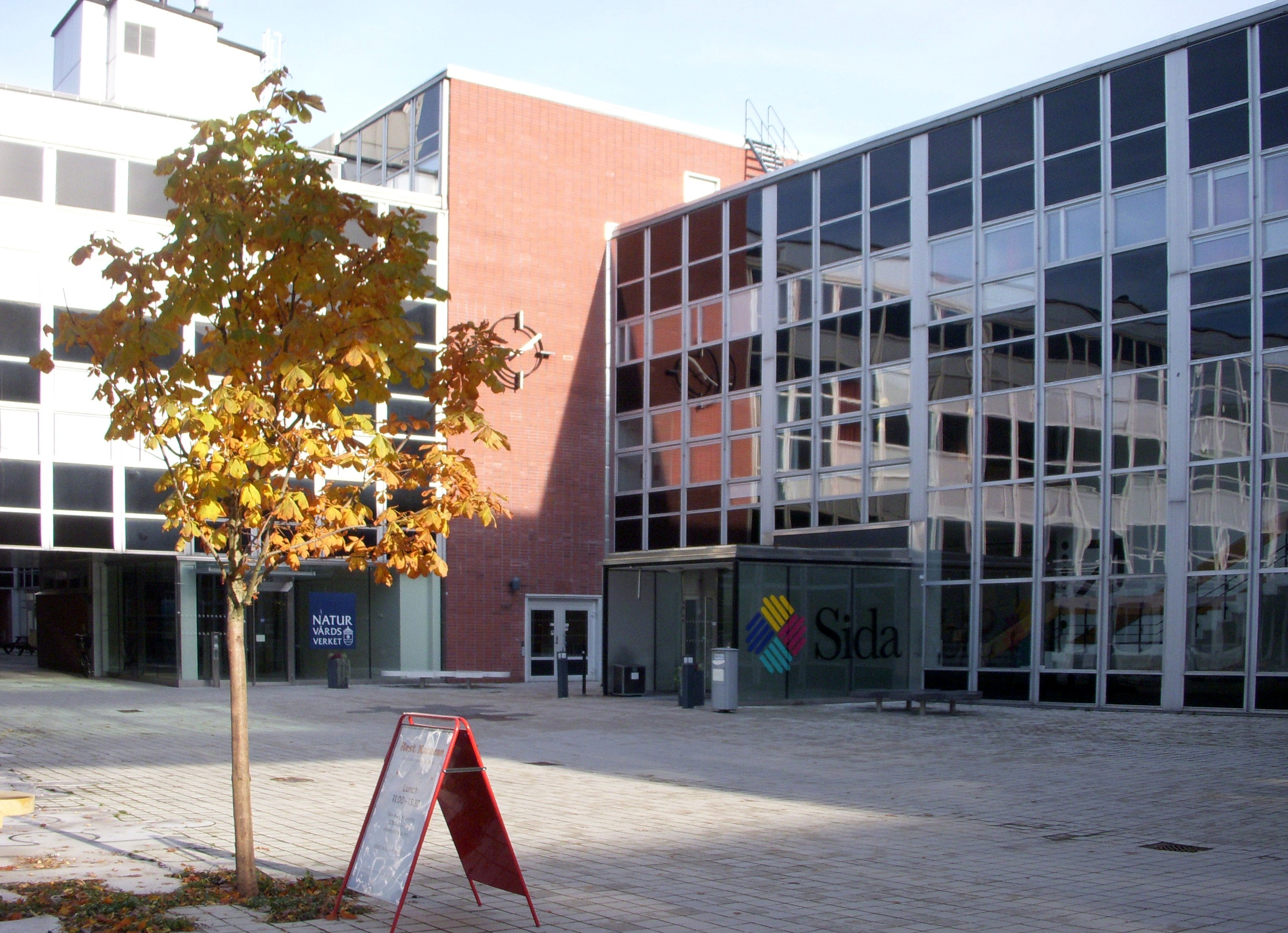
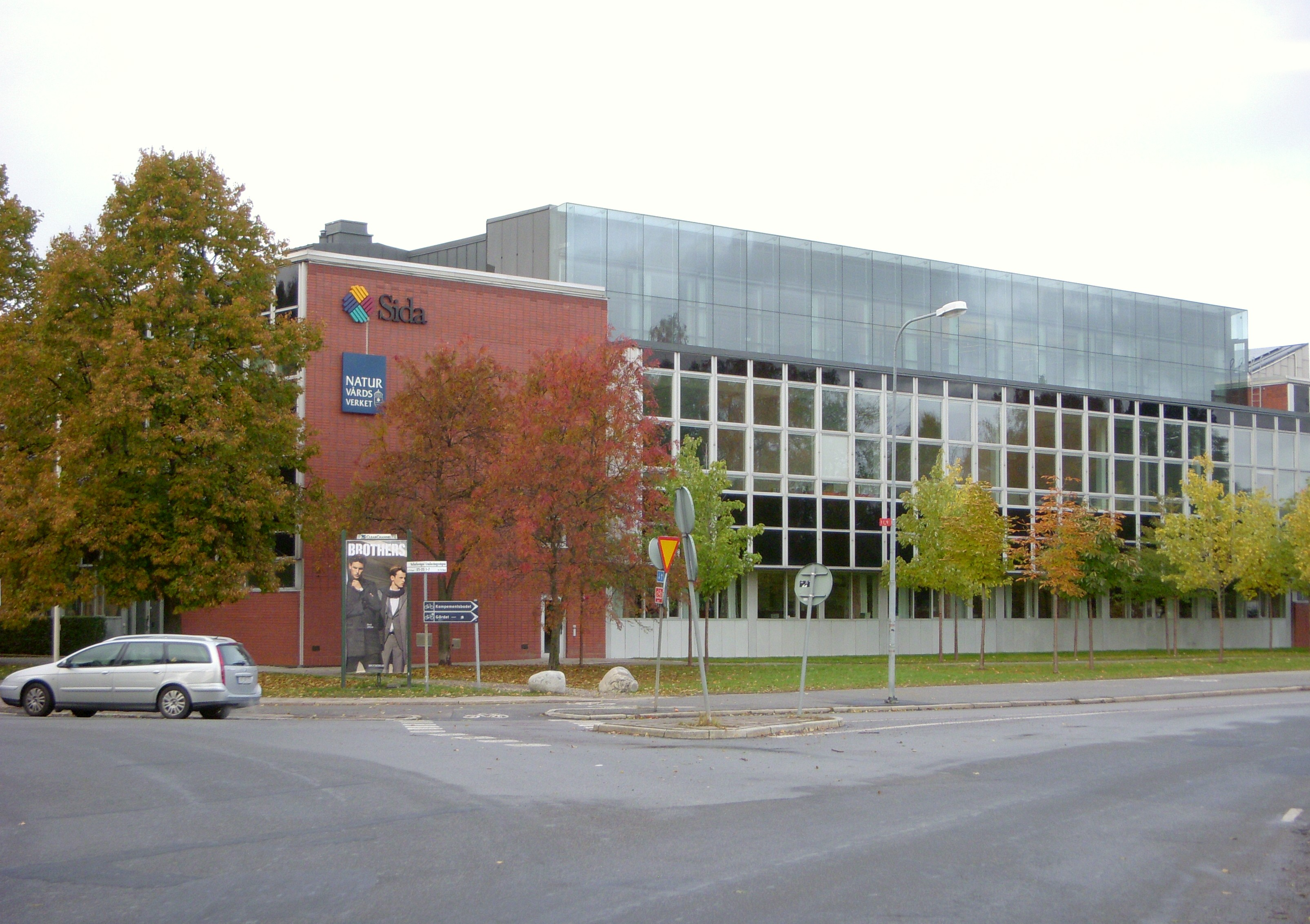